# 小行星21357
小行星21357（21357 Davidying）是一颗绕太阳运转的小行星，为主小行星带小行星。该小行星于1997年3月31日发现。

## 轨道参数
小行星21357的轨道半长轴为2.8774905 UA，离心率为0.009。